# Fukomys mechowi
Fukomys mechowi е вид бозайник от семейство Земекопови (Bathyergidae).

## Разпространение
Видът е разпространен в Ангола, Демократична република Конго, Замбия и вероятно в Малави.